# مدرج تكراري

المدرج التكراري أو مخطط التوزع أو مخطط توزيع التواتر أو المخطط الدرجي أو المُنسَّج أو الأعمدة البيانية أو هيستوجرام (بالإنجليزية: Histogram)‏ هو أحد الأدوات السبعة في ضبط الجودة ومن أدوات تحليل البيانات. وهو أحد الرسومات البيانية التي تعطي معلومات غزيرة في شكل بسيط يسهل تقديم وتحليل البيانات وعرضها بصوره سلسه وسهله وعمليه. فهو يمكنك من فهم البيانات وتوزيعها وبالتالي يمكننا من تحليل البيانات والوصول إلى قرارات إدارية مهمة بشكلا اسرع. ويتميز المدرج التكراري بسهوله تنفيذه من قبل حتي غير الدارسين للتحليل والإحصاء مما يجعله أكثر استخداما والكثير من التحاليل الإحصائية تبدأ برسم المدرج التكراري لمعرفة توافق توزيع البيانات الحقيقي مع بعض التوزيعات المعروفة مثل التوزيع الطبيعي (بالإنجليزية: Normal Distribution)‏. ولهذا الأمر ارتباط بخرائط المراقبة.
تقوم المدرجات التكرارية بتجميع البيانات في مجموعات، تُسمّى السلال، وتعرض تكرار القيم في كل سلة. يتم إنشاء مدرج تكراري باستخدام رقم مفرد أو مجموعه من المفردات المجمعة في صوره مجموعات ومقسمه بشكل متساوي الطول في حاله أن المدخلات أرقام مثل اجور عاملين مثلا.
كما يمكن استخدام الألوان لتمييز بين البيانات أو المدخلات وسهوله التوضيح.
ولرسم مدرج تكراري يتم أولا تحديد المدي أي حصر أكبر قيمه وأصغر قيمه وإيجاد الفرق بينهما ثم تقسيم المدي لمجموعات أو شرائح ذات طول متساوي وعدد مناسب من المجموعات أو الشرائح فلا يكون عددها صغير جدا ولا كبير بدرجه تجعله غير واضح ثم يتم وضع نتيجة الحصر في جدول علي سبيل المثال الجدول التكراري ذي المجموعات ثم رسم رسما بيانيا يعبر عن هذه البيانات في صوره مدرج تكراري.

## التسمية
لا يعرف الأصل اللغوي لكلمة (Histogram) على وجه اليقين، ولكن الأرجح أن الكلمة إشتقت في الجذرين اللاتينيين (histos) و (gramma) حيث للأول دلالة بمعنى «كل ما يقف مستقيما» وللثاني دلالة بمعني «رسم أو كتابة».
وفي ما يخص تعريبه فلا يتوفر معلومات واضحة عن أول مرة أستخدم فيها الاصطلاح «مدرج تكراري»، وأحيانا يستخدم الاصطلاح «هيستوجرام» كعادة بعد المعربين بطريقة الإدخال اللغوي وإن كان الدارج استخدام مدرج تكراري لأصوليته اللغوية.

## معرض صور

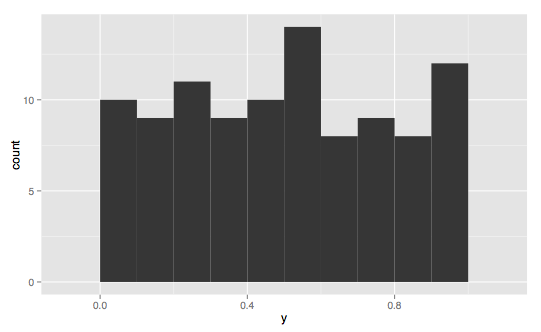
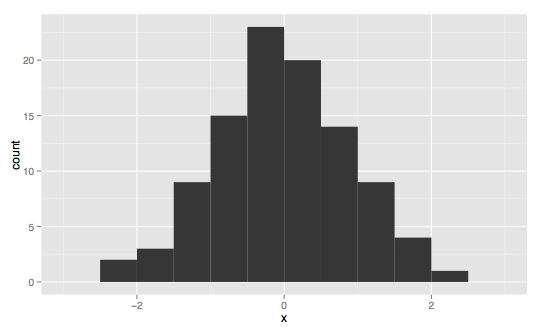
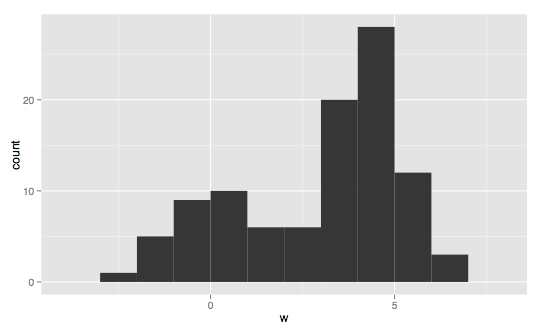
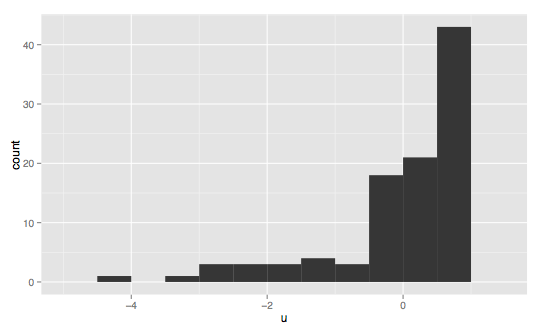
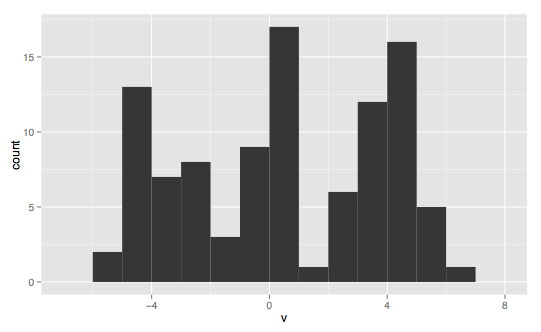
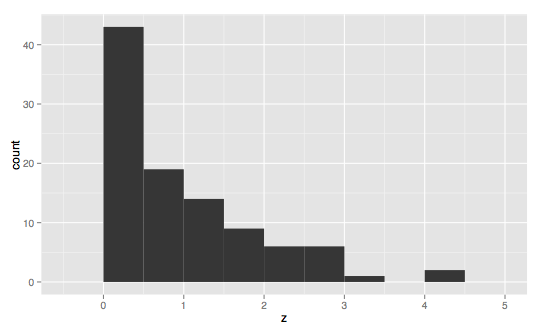

## أمثلة

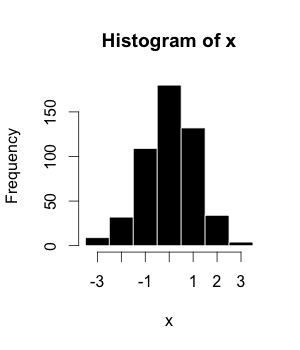

فيما يلي مثل للعبة ما:
| Bin  | عدد المرات |
| ---- | ---------- |
| −3.5 | 9          |
| −2.5 | 32         |
| −1.5 | 109        |
| −0.5 | 180        |
| 0.5  | 132        |
| 1.5  | 34         |
| 2.5  | 4          |
| 3.5  | 9          |